# Anisus stroemi
Anisus stroemi е вид охлюв от семейство Planorbidae. Видът не е застрашен от изчезване.

## Разпространение и местообитание
Разпространен е в Норвегия, Русия (Алтай, Амурска област, Бурятия, Европейска част на Русия, Иркутск, Камчатка, Магадан, Приморски край, Сахалин, Тува, Хабаровск и Читинска област), Финландия и Швеция.
Обитава сладководни басейни и морета.